# 2017년 K7리그 강북
2017년 K7리그 강북(2017 K7 League Gangbuk)은 K7리그 강북의 2017년 시즌 축구 대회이다. 각 경기는 전·후반 각 35분씩 70분 경기로 진행되었다. 대한체육회가 주최하고 대한축구협회와 강북구축구협회가 주관하여 개최되었고, 대한민국 문화체육관광부와 국민체육진흥공단이 후원하였다.

## 축구단
| 축구단             | 도시 | 경기장 | 첫 참가 | 횟수 | 비고 |
| ------------------ | ---- | ------ | ------- | ---- | ---- |
| 서울 강북경찰서 FC | 서울 |        | 2017    | 1    |      |
| 서울 강북구청 FC   | 서울 |        | 2017    | 1    |      |
| 서울 다윗 FC       | 서울 |        | 2017    | 1    |      |
| 서울 번동 FC       | 서울 |        | 2017    | 1    |      |
| 서울 연합 FC       | 서울 |        | 2017    | 1    |      |
| 서울 천하장사 FC   | 서울 |        | 2017    | 1    |      |

## 참고 문헌
- “2017 디비전7리그 정보”. 대한축구협회 생활축구본부. 2017년 4월 27일에 원본 문서에서 보존된 문서. 2021년 3월 2일에 확인함.
- “2017 디비전7리그 규정”. 대한축구협회. 2017.